# Ginny Championships 1985
Virginia Slims Ginny Championships 1985 — жіночий тенісний турнір, що проходив на закритих кортах з килимовим покриттям Sandpiper Bay Resort у Порт-Сент-Люсі (США). Належав до Світової чемпіонської серії Вірджинії Слімс 1984. Відбувсь удруге й востаннє і тривав з 2 до 6 січня 1985 року. Катаріна Ліндквіст здобула титул в одиночному розряді.

## Фінальна частина

### Одиночний розряд
Катаріна Ліндквіст —  Террі Голледей 6–3, 6–1
- Для Ліндквіст це був 3-й титул в одиночному розряді за сезон і за кар'єру.

### Парний розряд
Бетсі Нагелсен /  Пола Сміт —  Крістіан Жоліссен /  Марселла Мескер 6–4, 6–1
- Для Нагелсен це був 4-й титул за сезон і 15-й — за кар'єру. Для Сміт це був 4-й титул за сезон і 12-й — за кар'єру.